# منطقه آزاد تجاری-صنعتی سرخس
منطقه ویژه اقتصادی سرخس یکی از ۳۴ مناطق ویژه اقتصادی ایران است که در استان خراسان رضوی قرار دارد. تمرکز اصلی در این مناطق بر ساده‌سازی فرآیندهای تجاری است، به همین دلیل در این مناطق قوانین مبادلاتی آزادانه‌تر، معافیت‌های گوناگون در تعرفه‌ها و عوارض گمرکی و تشریفات ارزی ساده‌تری نسبت به سرزمین اصلی حاکم است.
فعالیت این منطقه ویژه اقتصادی در ۲۴ اردیبهشت ۱۳۷۵، همزمان با افتتاح راه‌آهن مشهد - سرخس - تجن با حضور رهبران و نمایندگان بیش از ۱۰۰ کشور جهان آغاز شد.
مناطق ویژه اقتصادی محدوده‌های جغرافیایی مشخصی در مبادی ورودی و خروجی کشور هستند که به منظور جذب سرمایه‌های خارجی و داخلی و همچنین ایجاد بستر مناسب برای فعالیت‌های صنعتی، تولیدی و تجاری، با هدف افزایش صادرات کالا و ارائه بهینه خدمات جهت حضور فعال در بازارهای منطقه‌ای و بین‌المللی ایجاد می‌شوند.
در مهر ماه ۱۴۰۲ با تصویب مجلس و شورای نگهبان به منطقه آزاد تجاری تبدیل گردید.

## موقعیت مکانی
این منطقه در منتهی الیه شمال شرق ایران در استان خراسان رضوی و در فاصله ۱۵۰ کیلومتری شرق شهر مشهد مقدس و ۱۵ کیلومتری شهرستان سرخس واقع شده‌است و از شمال و شرق با کشور ترکمنستان هم‌مرز است. (به طول ۶۱٫۱۰ شرقی و عرض ۳۶٫۳۲ شمالی با ارتفاع ۲۳۵ متری از سطح دریا)

## مدیریت
با حکم  «سیدمهدی سدیدی» رئیس بنیاد بهره‌وری آستان قدس رضوی، «محمدرضا رجبی مقدم» به‌عنوان مدیرعامل جدید منطقه ویژه اقتصادی سرخس، منصوب شد.

## مزیت‌ها
امکان اتصال به نقطه صفر مرزی کشور ترکمنستان و اتصال به راه‌آهن مشهد – سرخس – تجن که از داخل منطقه ویژه می‌گذرد و موجب گردیده تا ارتباط ریلی کشورهای آسیای مرکزی با کشورهای اروپایی برقرار گردد از مهم‌ترین مزیت‌های این منطقه ویژه اقتصادی به‌شمار می‌آید.

## فعالیت‌ها
- نگهداری امانی کالا
- تسریع و تسهیل در دستیابی به کالا برای نزدیک کردن صحنه فعالیت صاحبان کالا اعم از مواد اولیه، ماشین آلات و سایر کالاهای ساخته شده با مصرف‌کنندگان داخلی به منظور پشتیبانی از تولید داخلی کشور
- پردازش کالا یا ایجاد تغییرات در آن برای تحصیل ارزش افزوده با استفاده از امکانات بالقوه
- فراهم نمودن تسهیلات لازم جهت دستیابی خریداران عمده داخلی به کالاهای مورد نیاز خود در این مناطق، نزدیک کردن بازارهای تجاری منطقه ای و بسط و توسعه تجارت خارجی کشور
- ایجاد عرصه فعالیت‌های تجاری منطقه ای با توجه به بازارهای کشورهای آسیای میانه، قفقاز و ماوراء قفقاز
- ارتباط با کشورهای آسیایی و اروپایی و سایر نقاط و بهره‌برداری مفید از این بازارها با استفاده از تسهیلات ترانزیت داخلی و خارجی صادرات و صادرات مجدد
- جذب سرمایه و امکانات داخلی و خارجی برای موارد فوق‌الذکر به منظور نیل به اهداف مورد نظر با رعایت قوانین و مقررات مربوط

## فرودگاه بین‌المللی
برخورداری از امکانات حمل و نقل و ترابری هوایی در مناطق آزاد و مناطق ویژه اقتصادی از مهم‌ترین ضروریات این مناطق می‌باشد؛ در همین راستا راه اندازی و عملیاتی کردن فرودگاه الماس سرخس از مهم‌ترین رئوس کاری مجموعه مدیریتی منطقه ویژه اقتصادی سرخس بوده و می‌باشد.
وجود فرودگاه بین‌المللی الماس سرخس واقع در محدوده گمرکی و قانونی منطقه ویژه اقتصادی سرخس با امتیاز مرز هوایی و باندی به طول تقریبی ۴ کیلومتر و عرض حدود ۶۰ متر، قابلیت فرود و پرواز انواع هواپیماهای پهن پیکر را دارا می‌باشد.
فرودگاه بین‌المللی سرخس با توجه به قرار گرفتن در نقطه صفر مرزی و دارا بودن مسیر پروازی B441 بین مشهد و سرخس برای ورود و خروج ترافیک هوایی بین‌المللی مناسب می‌باشد و تمهیدات مربوطه در مورد برقراری سیستم گمرک و امور مهاجرت و سایر دستورالعمل‌های مشابه اندیشیده شده‌است و همچنین سرویس‌های هوانوردی مورد نیاز جهت انجام پرواز سالم در محل قابل اجرا می‌باشد.
بر اساس مصوبه سال ۱۳۷۵ هیئت وزیران جمهوری اسلامی ایران فرودگاه بین‌المللی الماس سرخس به عنوان مرز هوایی شناخته شده و ورود به کشور و خروج از آن از طریق مرز یاد شده با گذرنامه معتبر مجاز اعلام گردیده‌است.